# 地质学史
地质学是一门研究地球结构、起源和历史的学科。人类很早就开始观察地质现象，在古人类使用石器，开发矿物，进行农业生产的过程中不断积累了地质学的经验和知识。地质学的发展史就是人类对地球认识的一个过程。

## 前地质学时期（史前-1775年）
早期的地质作用及地壳中的物质的科学记载和解释出现在古埃及、古希腊、古罗马、古代中国及古印度等文明古国的古籍中。古希腊学者希罗多德和亚里士多德等人已经注意到了地震、火山以及海陆变迁等现象。中国古籍《山海经》《禹贡》和《管子》等有大量关于矿物和岩石的记载。阿拉伯学者阿维森纳对矿物的形成和分类、山脉的隆起和侵蚀发表了许多正确的见解。中国科学家沈括在其著作《梦溪笔谈》中论述了化石的成因和太行山的升高等现象。欧洲文艺复兴之后，随着工业的发展和对矿产资源的需求，矿物学和岩石学得到了很大的发展。德国科学家格奥尔格·阿格里科拉对矿物学和金属矿脉做了大量的研究，被誉为“矿物学之父”。丹麦科学家斯丹诺对层状岩石进行了研究，并与1669年提出了著名的叠覆律。

## 地质学初创时期（1775年-1830年）
第一个使地质学系统化为一个学科的是德国科学家维尔纳。维尔纳是水成论的创始人，主张地球上的岩石都是在水中沉积形成的。与之相对的是由英国地质学家赫顿提出来的火成论。火成论不否认水的沉积成岩作用，但强调火山喷发和岩浆侵入等作用形成火成岩的重要性。这两种理论引发的“水火之争”是地质学史上的首次学术争论，最终以火成论胜利而告终。这次争论大大推动了地质学的发展。
1812年，法国生物学家居维叶根据对巴黎盆地的第三纪地层古脊椎动物化石的研究，提出了灾变论，认为古生物的突变现象是巨大灾变的结果。这种观点受到同时代的拉马克的反对。拉马克于1809年在其发表的《动物哲学》（Philosophie zoologique，亦译作《动物学哲学》）中首先提出“获得性遗传”(Inheritance of acquired traits)和“用进废退说”(use and disuse)，认为这既是生物产生变异的原因，又是适应环境的过程。
英国地质学家威廉·史密斯首次提出不同地区、不同地层的划分对比方法，为建立地质年代表奠定了基础。史密斯还于1815年编绘了最早的英格兰和威尔士地质图。

## 近代地质学时期（1830年-1954年）
1830年，英国地质学家查理斯·莱尔发表了《地质学原理》一书，标志着近代地质学体系的建立。查理斯·莱尔正式提出了均变论，认为现在正在进行着的地质作用，同样作用于整个地质历史时期。这一理论作为地质学的一条基本理论，一直影响到今天。在19世纪中期至20世纪上半叶地质学在很多方面都取得了重大的进步。在地壳物质方面，美国矿物学家詹姆斯·德怀特·丹纳提出了矿物化学分类，挪威学者戈尔德施米特建立了地球化学的理论和方法。在构造地质学方面，詹姆斯·德怀特·丹纳提出了地槽的概念，奥地利地质学家徐士提出了地台的概念。1912年-1915年间德国学者魏格纳阐述了轰动地质学界的大陆漂移学说。

## 现代地质学时期（1954年-现代）
1954年，英国古地磁学家帕特里克·布萊克特及其学生通过对自三叠纪以来英格兰的古地磁结果，发现英格兰从三叠纪到现在发生了34°的顺时针旋转。这项发现复活了一度沉寂的大陆漂移学说。随后美国学者罗伯特·辛克莱·迪茨与哈里·哈蒙德·赫斯提出了海底扩张假说。1968年，法国学者勒皮雄提出了板块构造论的综合模型，在地学界引起了轰动。板块构造学说能够较为圆满的解释已知的地质现象，广泛应用于岩石学、沉积学、地震学等领域，成为现代地质学的主流研究方向。